# Marquette-lez-Lille
Marquette-lez-Lille település Franciaországban, Nord megyében. Lakosainak száma 11 709 fő (2022. január 1.). Marquette-lez-Lille Wambrechies, Bondues, La Madeleine, Marcq-en-Barœul és Saint-André-lez-Lille községekkel határos.

## Népesség
A település népességének változása:
| Lakosok száma | 10 196 | 10 420 | 10 496 | 10 376 | 10 354 | 10 798 | 11 105 | 11 213 | 11 709 |
|               | 2013   | 2015   | 2016   | 2017   | 2018   | 2019   | 2020   | 2021   | 2022   |